# 斉州
斉州（齊州、さいしゅう）は、中国にかつて存在した州。南北朝時代から北宋にかけて、現在の山東省済南市一帯に設置された。

## 魏晋南北朝時代
432年（元嘉9年）、南朝宋により歴城県に僑置された冀州を前身とする。469年（皇興3年）、北魏により冀州は斉州と改称された。斉州は東魏郡・東平原郡・東清河郡・広川郡・済南郡・太原郡の6郡35県を管轄した。

## 隋代
隋初には、斉州は2郡9県を管轄した。583年（開皇3年）、隋が郡制を廃すると、斉州の属郡は廃止された。607年（大業3年）に州が廃止されて郡が置かれると、斉州は斉郡と改称され、下部に11県を管轄した。隋代の行政区分に関しては下表を参照。
| 隋代の行政区画変遷 | 隋代の行政区画変遷                 | 隋代の行政区画変遷          | 隋代の行政区画変遷 | 隋代の行政区画変遷 | 隋代の行政区画変遷                                                           |
| 区分               | 開皇元年                           | 開皇元年                    | 開皇元年           | 区分               | 大業3年                                                                      |
| ------------------ | ---------------------------------- | --------------------------- | ------------------ | ------------------ | ---------------------------------------------------------------------------- |
| 州                 | 斉州                               | 斉州                        | 青州               | 郡                 | 斉郡                                                                         |
| 郡                 | 済南郡                             | 東平原郡                    | 楽安郡             | 県                 | 歴城県 亭山県 臨邑県 祝阿県 長山県 鄒平県 章丘県 淄川県 高苑県 臨済県 長清県 |
| 県                 | 歴城県 衛国県 臨邑県 山茌県 祝阿県 | 武強県 平原県 高唐県 貝丘県 | 長楽県             | 県                 | 歴城県 亭山県 臨邑県 祝阿県 長山県 鄒平県 章丘県 淄川県 高苑県 臨済県 長清県 |

## 唐代以降
618年（武徳元年）、唐により斉郡は斉州と改められた。742年（天宝元年）、斉州は臨淄郡と改称された。746年（天宝5載）、臨淄郡は済南郡と改称された。758年（乾元元年）、済南郡は斉州と改称された。斉州は河南道に属し、歴城・章丘・亭山・臨邑・臨済・長清・禹城の7県を管轄した。
1116年（政和6年）、北宋により斉州は済南府に昇格した。